# Heura metzinosa
Pel personatge de còmic de la sèrie Batman, vegeu Heura Verinosa
L'heura metzinosa (Toxicodendron radicans) amb els sinònims antics de Rhus toxicodendron i Rhus radicans), és una planta metzinosa nativa d'Amèrica del Nord que produeix el compost químic urushiol, que es troba a la seva saba i que causa picor en la majoria de les persones que la toquen Malgrat el seu nom comú no està relacionada amb l'heura (Hedera).

## Morfologia

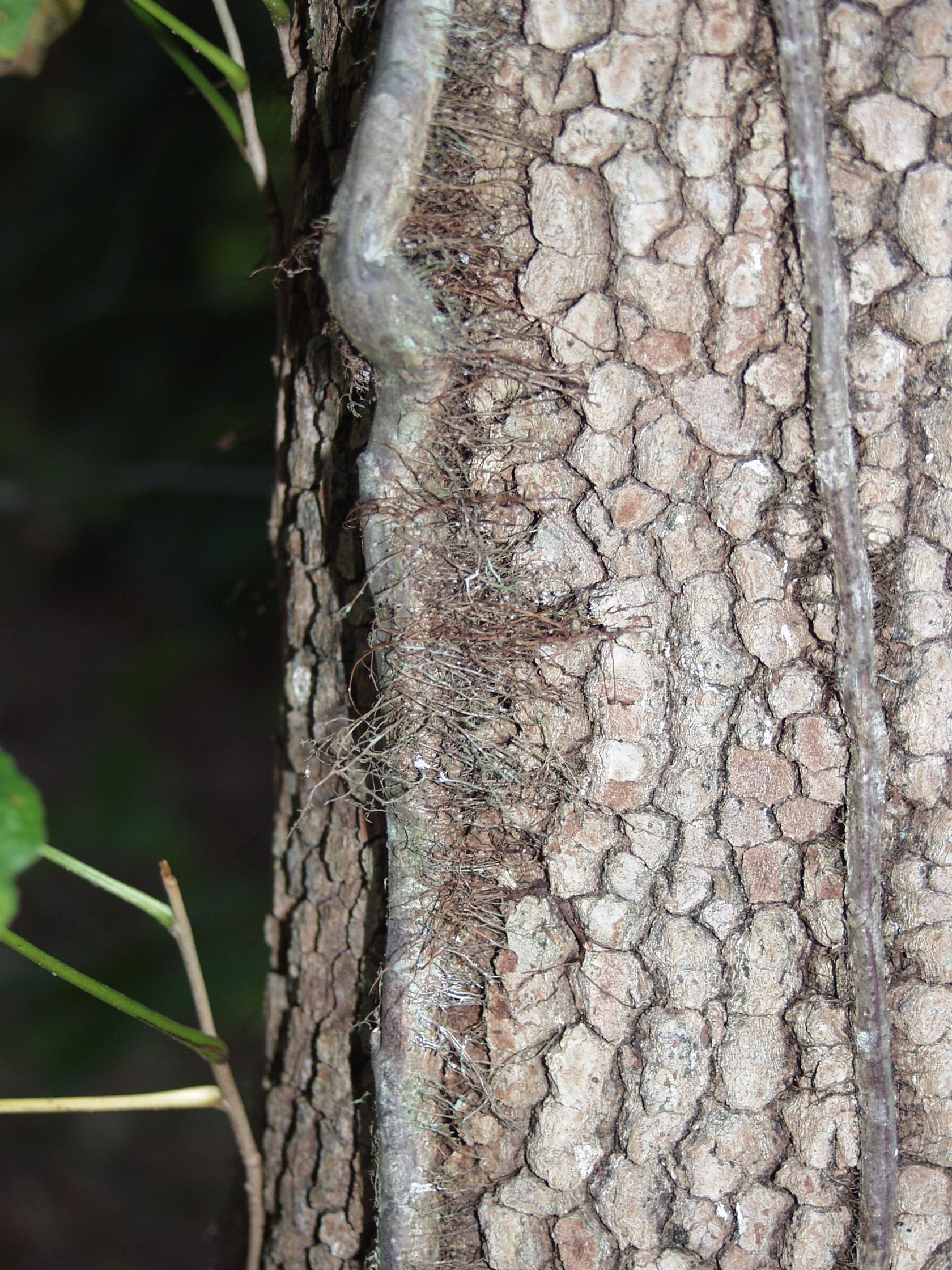
Heura metzinosa

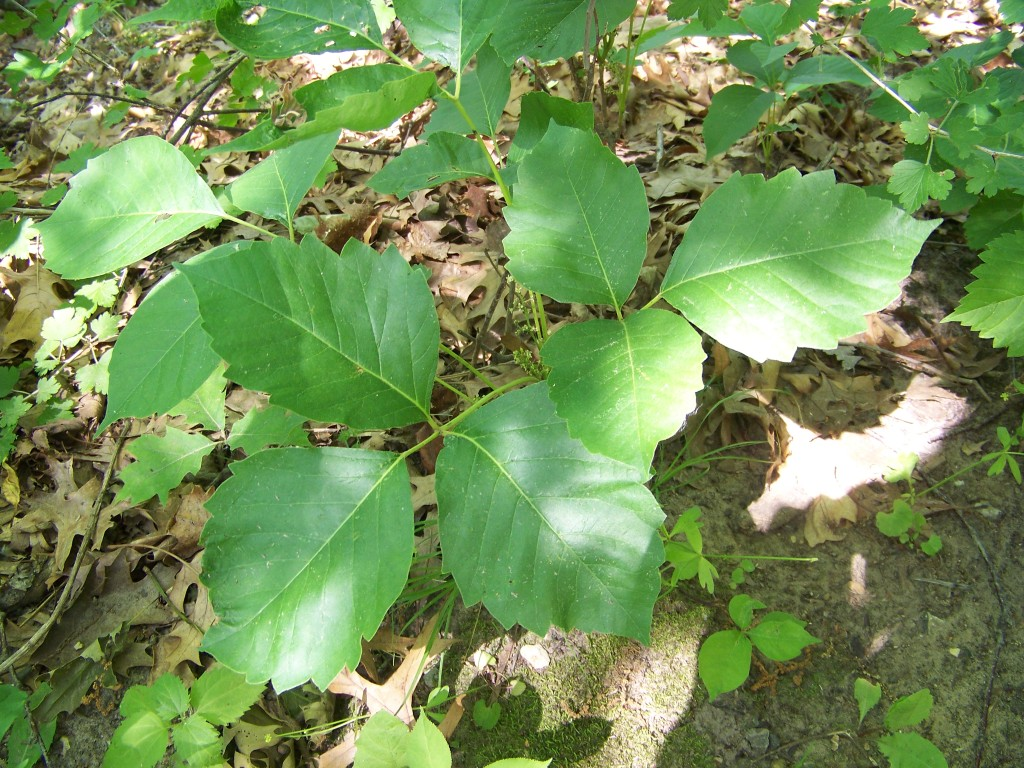
Al Comtat de Trempealeau, Wisconsin

Pot ser una planta enfiladissa o bé un arbust. És una planta caducifòlia, les fulles són trifoliades. Els folíols fan de 3 a 12 cm de llarg. No té espines. Desenvolupa arrels adventícies des d'un rizoma subterrani.
Es reprodueix per via vegetativa i sexual. Floreix de maig a juliol amb flors verdoses o groguenques. El fruit és una drupa i són aliment d'ocells i altres animals. Es dispersen pels animals (zoocòria).

## Ecologia
L'heura metzinosa es troba a la major part d'Amèrica del nord incloent les províncies marítimes del Canadà, Quebec, Ontario, Manitoba, i tots els Estats dels Estats Units a l'est de les muntanyes Rocoses i també les zones muntanyenques de Mèxic fins a uns 1.500 metres d'altitud. (caquistle o caxuistle és el nom que rep en nàhuatl. Hi ha espècies similars com Toxicodendron diversilobum, i Toxicodendron rydbergii a l'oest d'Amèrica del Nord.
No necessita gaire humitat en el sòl però no es troba en deserts ni semideserts.
Ha esdevingut actualment més comuna que en els inicis de la colonització d'Amèrica.

## Efectes
L'urushiol produeix una dermatitis de contacte que és una reacció al·lèrgica. En casos extrems la reacció pot portar a anafilaxi. Al voltant d'un 15%-30% de les persones no tenen aquesta reacció al·lèrgica. La majoria de les persones se sensibilitzen per la repetida o més concentrada exposició a l'urushiol.
Unes 350.000 persones cada any estan afectades per l'heura metzinosa als Estats Units.